# Цигирлаш Ігор Іванович
Ігор Іванович Цигирлаш (рум. Igor Țîgîrlaș, нар. 24 лютого 1984) — молдовський футболіст, нападник «Зарі» (Бєльці) та, в минулому, національної збірної Молдови.

## Клубна кар'єра
Вихованець однієї з дитячо-юнацьких спортивних шкіл Кишинева. З 2000 року грав за юнацьку команду тираспільського «Шерифа». 
Молодий гравець привернув увагу скаутів донецького «Шахтаря» і у 2004 році переїхав до Донецька. В «Шахтарі» грав за другу команду клубу, що змагалася у першій лізі чемпіонату України. Не зміг пробитися до основної команди «горняків» і під час зимового міжсезоння 2004/2005 перейшов до складу харківського «Арсеналу». Спочатку регулярно виходив на поле у складі харківської команди, допоміг їй здобути друге місце у Першій лізі сезону 2004/2005. Однак перед своїм першим сезоном у вищій лізі ФК «Харків», якому «Арсеналом» було передано право виступати у вищій лізі українського чемпіонату, підсилився низкою нових виконавців і Цигирлаш втратив місце в основному складі клубу, протягом наступних 1,5 сезонів виступав здебільшого за команду дублерів. 

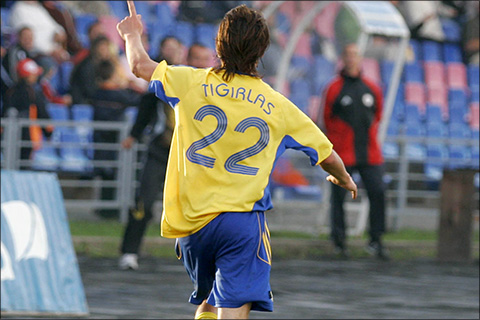
Ігор Цигирлаш святкує гол у ворота «Металурга», який переломив боротьбу за «золото» на користь «Вентспілса»

Навесні 2007 року перейшов на умовах оренди до молдовського «Зімбру», у складі якого став володарем Кубка Молдови та срібним призером національної першості. Влітку того ж року уклав контракт з одним з лідерів першості Латвії, клубом «Вентспілс». У складі «Венстпілса» по результатах 2007 року став співавтором дубля, вигравши з командою титули чемпіона та володаря Кубка Латвії. Наступного року знову став чемпіоном Латвії у складі «Венстпілса», а в 2009 році виборов срібні нагороди першості.
Наприкінці 2009 року головний тренер «Вентспілса» українець Роман Григорчук прийняв пропозицію повернутися на батьківщину та очолити запорізький «Металург» і запросив одного з лідерів латвійської команди до свого нового клубу. Молдовський півзахисник прийняв це запрошення і вже 27 лютого 2010 року дебютував у матчах української Прем'єр-ліги у складі запорізького клубу (перемога 2:0 над маріупольським «Іллічівцем»). З того часу регулярно виходив на поле в матчах «Металурга» у чемпіонаті України.
26 лютого 2011 року перейшов в оренду до кінця сезону 2010/11 в одеський «Чорноморець» з правом викупу, яким одеський клуб скористався по закінченні сезону.
У березні 2012 року він був відданий в «Вентспілс». Після закінчення сезону 2011/12 контракт з «Чорноморцем» за взаємною згодою був скасований. 
Влітку 2012 року став гравцем білоруського «Гомеля», де грав до кінця року, після чого ще один сезон провів у казахстанській «Астані», з якою став віце-чемпіоном країни.
В липні 2015 року став гравцем «Зарі» (Бєльці).

## Виступи за збірні
Має досвід виступів у юнацькій і молодіжній збірних командах Молдови. Протягом 2003—2006 був одним з ключових гравців молдовської «молодіжки», провів у її складі 21 матч, забив 6 м'ячів.
2007 року дебютував у складі національної збірної своєї країни, за яку всього провів 21 матчі, відзначився одним забитим голом.

## Досягнення
- У складі  «Арсеналу»:

- Срібний призер Першої ліги чемпіонату України: 2005

- У складі  «Зімбру»:

- Володар Кубка Молдови: 2007

- У складі  «Вентспілса»:

- Чемпіон Латвії (2): 2007, 2008
- Володар Кубка Латвії: 2007

- У складі  «Заря» (Бєльці):

- Володар Кубка Молдови: 2016